# アンディ・カニンガム
アンディ・カニンガム（Andy Cunningham、1890年1月30日 - 1973年5月8日）は、スコットランド出身の元サッカー選手。元サッカー指導者。元スコットランド代表。現役時代のポジションはフォワード。

## 選手歴
イースト・エアシャーのガルストンに生まれた彼はニューミルンズFCでサッカーを始め、1909年にキルマーノックFCに移籍した。キルマーノックで6シーズン過ごした後、1915年にレンジャーズFCに移籍。レンジャーズFCでは1915年4月5日に行われた1-0で勝利を収めたパーティック・シッスルFC戦で初出場を果たし、彼の初シーズンは5試合の出場であった。
1918-19シーズンで定位置を確保するまでは監督のウィリアム・ウィルトンによって不定期に使われる選手であった。最終的にレンジャーズでは389試合182得点、リーグタイトルを7回獲得し、1928年のスコティッシュカップの決勝戦ではセルティックFCを4-0で倒す快挙を成し遂げ、彼はその時のフィールドプレーヤーであった。
1928年にニューカッスル・ユナイテッドFCに移籍、当時38歳の彼はイングランドのサッカー史上最年長デビューを果たした。1930年に選手兼任監督となり、1931年に選手を引退した。

## 代表歴
スコットランド代表としても出場経験があり、12試合5得点の結果を残している。そのうち交代となったのは僅か1試合であった。また、スコティッシュリーグXIとしても10回の出場経験がある。

## 監督歴
ニューカッスル・ユナイテッドでは1930年に選手兼任監督となった。厳密に言うと彼はクラブ史上初めての監督と言える。と云うのも前任のフランク・ワットはチームの選抜に対して何ら力を及ぼす事が出来なかったのである。
FAカップでは1932年にアーセナルFCを決勝戦で2-1で破り優勝を齎した。しかしながらクラブは彼の元で降格も経験した。1935年にニューカッスル・ユナイテッドを去った彼であるが、251試合のうち105試合を勝利で飾った、そこそこの監督として記憶されている。
その後はスコットランドに戻りダンディーFCの監督を1937年から1940年にかけて務めた。第二次世界大戦後はスポーツ記者となった。

## 所属クラブ
プロ経歴
- 1909年 - 1915年  キルマーノックFC
- 1915年 - 1928年  レンジャーズFC
- 1928年 - 1931年  ニューカッスル・ユナイテッドFC

指導者
- 1930年 - 1935年  ニューカッスル・ユナイテッドFC
- 1937年 - 1940年  ダンディーFC

## タイトル

### 指導者
ニューカッスル・ユナイテッドFC
- FAカップ：1回 (1932)